# Alexei Iwanowitsch Radsijewski

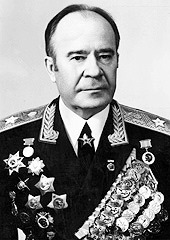
Alexei Iwanowitsch Radsijewski

Alexei Iwanowitsch Radsijewski (russisch Алексей Иванович Радзиевский; * 13. August 1911 (jul. 31. Juli) in Uman; † 30. August 1979 in Moskau) war ein sowjetischer Offizier, zuletzt im Range eines Armeegenerals. Zwischen 1969 und 1978 war er Kommandant der Frunse-Akademie. Zudem wurde ihm am 21. Februar 1978 der Ehrentitel eines „Helden der Sowjetunion“ (Verleihungs-№ 11294) verliehen. Seit 1947 war er „Kandidat der Militärwissenschaften“ (vergleichbar einem Doktorat), 1961 wurde er zum Professor ernannt.

## Leben
Radsijewski wurde in Uman in der historischen Region Podolien, heute Oblast Tscherkassy in der Zentralukraine geboren, seine Eltern waren Adelige. Sein Vater war im Zarenreich Beamter im Ministerium für das Post- und Telegrafenwesen. Nach der Revolution konnte er so das Gymnasium nur bis zum 12. Lebensjahr besuchen und arbeitete im Anschluss als Gießer in einem Silikatwerk, in dem Ziegelprodukte hergestellt wurden.
1929 trat er in Kirow eine Karriere bei der Kavallerie als Soldat der Roten Armee an. In seinen Bewerbungsunterlagen verschleierte er dabei seine adelige Herkunft und gab an, Arbeiterkind zu sein. Er schloss die Kavallerieschule 1931 ab und wurde zunächst Zugführer, dann Chef einer Eskadron im 49. Kavallerieregiment.
1938 schloss er die Ausbildung an der Frunse-Akademie mit Auszeichnung ab. Nach Abschluss der Ausbildung sollte er in den Militärattachéstab der sowjetischen Botschaft in Washington versetzt werden, lehnte dies aber ab und wurde auf den Posten eines Stellvertreters des Leiters der 1. Abteilung des Stabes der 18. Gebirgs-Kavalleriedivision/Zentralasiatischer Militärbezirk in Kuschka gesetzt.
1941 absolvierte er die Militärakademie des Generalstabs der RABA „K.J. Woroschilow“.
Mit dem Ausbruch des Deutsch-Sowjetischen Krieges wurde er als Chef des Stabes zu der in Stawropol (Militärbezirk Nordkaukasus) neu aufgestellten 53. Kavalleriedivision versetzt. Die Division traf bereits am 22. Juli, einen Monat nach Beginn des Krieges, an der Front ein. Zunächst war die Division einer Formation unter dem Kommando des damaligen Generalmajors (späteren Generalleutnanten) W. A. Chomenko unterstellt, wurde aber bereits Anfang August dann der Formation unter dem Kommando des Generalmajors Lew Michailowitsch Dowator unterstellt, die wiederum der Westfront unterstellt war. Die Division nahm während dieser Zeit an den Abwehrkämpfen im Rajon Welisch an der Düna nur ca. 10 km westwärts der heutigen Grenze zw. der Russischen Föderation und Weißrussland, an der Kesselschlacht bei Smolensk, im August und September an einem Angriff in den Rücken der deutschen Teile sowie an der Schlacht von Moskau und der darauffolgenden sowjetischen Gegenoffensive teil.
Für die während dieser Schlachten erworbenen Verdienste wurde der Verband am 26. November 1941 auf Befehl des Volkskommissars für Verteidigung in den Garde-Status erhoben und in 4. Garde-Kavalleriedivision umbenannt. Ebenfalls umbenannt wurde die übergeordnete Ebene der Division, zu diesem Zeitpunkt das 2. Garde-Kavallerie-Korps. Nur wenige Wochen später starb der Kommandeur des Korps, Generalmajor Dowator am 19. Dezember 1941 durch Feindeinwirkung und wurde posthum zum Helden der SU ernannt. Radsijewski selbst wurde Mitte Dezember 1941 Chef des Stabes eben dieses 2. Garde-Kavallerie-Korps, im März 1942 war er gar für einen halben Monat mit der Führung des Korps betraut.
Im Juli 1942 wurde er mit gleichbleibender Funktion als Chef des Stabes zum 1. Garde-Kavallerie-Korps versetzt, das der Westfront, später der Südwestfront unterstellt war. Im Verband des 1. Garde-Kavallerie-Korps nahm er an der Abwehr deutscher Angriffe im Raum Schisdra (August 1942), an der Woroschilowgrader Operation, an der Offensive im Donbass, im Herbst 1943 an der Schlacht um Kiew und im Frühjahr 1944 an der Schitomir-Berditschewer Operation teil.
Am 28. Februar 1944 wurde er bei gleichzeitiger Ernennung zum Generalmajor zum Stabschef der 2. Panzerarmee/2. Ukrainische Front befördert, die im März und April an der Uman-Botosaner Operation (Teil der Großoffensive „Dnepr-Karparten-Operation“) teilnahm, welche die Wiedereinnahme der „Rechtsufrigen Ukraine“, (des Teils der Zentralukraine, der sich ausgehend vom westlichen Dniepr-Ufer ca. 250 km ins Landesinnere erstreckt) vollbrachte. Die Rote Armee konnte dabei schnell vorstoßen und nahm innerhalb von nur 20 Tagen insgesamt 240 km Land wieder ein, die 8. Armee und Teile der 1. Panzerarmee wurden zerschlagen (was letztlich die Entlassung (d. h., die Entlassung in die Führerreserve) der Generalfeldmarschälle Erich von Manstein und Ewald von Kleist zur Folge hatte, da diese zusätzlich zu den militärischen Niederlagen Meinungsverschiedenheiten mit Adolf Hitler hatten). Am 10. März 1944 wohnte Saizew persönlich der Wiedereinnahme seiner Heimatstadt Uman bei, wobei er als Chef des Stabes einen Anteil an den militärischen Planungen der 2. TA hatte.
Am 10. Juni 1944 erging eine Direktive der Stawka, die 2. Panzerarmee ab dem 14. Juni per Eisenbahn in den Frontbereich der 1. Weißrussischen Front zu verlegen.
Da der Kommandeur der 2. TA, der zweimalige Held der SU und Generaloberst Semjon Iljitsch Bogdanow (später Marschall der Panzertruppen) am 24. Juli 1944 im Zuge der Lublin-Brester Operation (während der die Armee 500 km in Richtung Westen vorstieß) im Raum Warschau ernsthaft verwundet wurde, übernahm Radsijewski von Juli 1944 bis zur Rückkehr des Kommandeurs im Januar 1945 an die Front das Kommando über den Großverband, dem zur Zeitpunkt der Rückkehr des Kommandeurs bereits der Garde-Status verliehen worden war und neu formiert wurde.
Im Frontbereich der 1. Weißrussischen Front griff die 2. Panzerarmee ab dem 18. Juli in die Kämpfe der Operation Bagration ein und stieß mit der 8. Gardearmee auf Lublin und Dęblin vor, die am 24. und 25. Juli erobert wurden. Am 29. Juli 1944 konnten seine Truppen während der ersten Tage des Kommandos von Radsijewski den Kommandeur der deutschen 73. Infanterie-Division, Generalleutnant Friedrich Franek, gefangen nehmen, Ende des Monats wurde der Warschauer Vorort Praga erreicht.
In Warschau brach nach Ankunft der Roten Armee in Praga am 1. August der Warschauer Aufstand aus, in der Erwartung, mit Hilfe der Roten Armee die Stadt befreien zu können. Die 2. Panzerarmee wurde jedoch von vier Panzerdivisionen im Zuge der Panzerschlacht vor Warschau angegriffen und weitgehend zerschlagen. Ende August wurde sie daher in den Raum Kowel verlegt und der Reserve zugeteilt, um praktisch völlig neu zusammengesetzt zu werden. Ab Mitte des Monats wurde sie unter dem Kommando von Radsijewski wieder der 1. Weißrussischen Front unterstellt und zunächst im Raum Łuków konzentriert.
Am 20. November 1944 wurde der Großverband als 2. Garde-Panzerarmee vorwiegend aus Truppenteilen und Verbänden der „alten“ 2. Panzerarmee neu aufgestellt. Nach der Rückkehr von Bogdanow am 8. Januar 1945 wurde Radsijewski wieder als Chef des Stabes eingesetzt.
Ab dem 14. Januar 1945 griff die 2. Garde-Panzerarmee im Zuge der Weichsel-Oder-Operation aus dem Brückenkopf Magnuszew südlich Warschaus in nordwestlicher Richtung an und erreichte über Inowrocław den Raum Küstrin. Sie wurde anschließend am linken Flügel der 1. Weißrussischen Front in der Schlacht um Ostpommern eingesetzt und entlastete Mitte Februar die durch das deutsche Unternehmen Sonnenwende schwer bedrängte 61. Armee. Nach einer Konsolidierung der Kräfte während eines Einsatzes in der Reserve erfolgte die Teilnahme an der Schlacht um die Seelower Höhen und der Schlacht um Berlin.
Gesamt nahm Radsijewski während des Krieges u. a. an der Kesselschlacht von Smolensk, der Schlacht um Moskau und der Schlacht um Kiew sowie der Wiedereinnahme von Uman, Lublin, Siedlce, Łuków, Warschau und der „Erstürmung“ Berlins teil. So wurde er auch 13-mal in den „Berichten des Obersten Befehlshabers“ (Stalins) genannt (Ehrung ähnlich einer Nennung im Wehrmachtsbericht) und im Jahr 1945 insgesamt zwei Mal für den Ehrentitel „Held der Sowjetunion“ vorgeschlagen, beides Mal erhielt er jedoch nur den Suworow-Orden I. Klasse (6. Juni 1945, 29. Mai 1945).
Nach dem Krieg verblieb er mit „seiner“ Armee in Polen, die der in Polen stationierten Nordgruppe der Sowjetischen Streitkräfte (vergleichbar der GSSD) unterstellt wurde. Die Armee wurde im Juli 1945 in 2. Garde Mechanisierte Armee umbenannt (die Umbenennung wurde 1957 wieder rückgängig gemacht), Radsijewski blieb bis 1947 weiterhin Chef des Stabes und diente sodann vom 28. Mai 1947 bis zum 18. September 1950 als ihr Kommandeur.
Im Anschluss stieg er zum Kommandeur Nordgruppe der Sowjetischen Streitkräfte auf und wurde im Juli 1952 in die Sowjetunion zurück berufen, wo er von Juli 1952 bis April den Turkestanischen Militärbezirk, von April 1953 bis Mai 1954 die mechanisierten Truppen der Streitkräfte der UdSSR und von Mai 1954 bis Juni 1959 den Odessaer Militärbezirk kommandierte.
Dies stellte seine letzte Truppenverwendung dar: Zwischen Juni 1959 und April 1968 war er Erster Stellvertreter des Kommandanten der Militärakademie des Generalstabs der Streitkräfte der UdSSR „K.J. Woroschilow“, mit deren Führung er von November 1964 bis März 1965 betraut war. Dort wurde er 1961 auch zum Professor habilitiert.
Zwischen April 1968 und Juli 1969 leitete er die Hauptdirektion der Militärhochschulen im Verteidigungsministerium der UdSSR, ehe er in seine letzte aktive Dienststellung zum Leiter der Militärakademie „M.W. Frunse“ ernannt wurde. In dieser Zeit beschäftigte Radsijewski sich wissenschaftlich mit der Führung von Streitkräften und publizierte zahlreiche Schriften. Auf dieser Position erhielt er am 3. November 1972 auch die Beförderung zum Armeegeneral.
Bis Februar 1978 verblieb Radsijewski auf der Position des Leiters der Militärakademie „M.W. Frunse“, zur Verabschiedung in den Quasi-Ruhestand, die Versetzung auf einen Posten in der Gruppe der Generalinspekteure beim Verteidigungsministerium der UdSSR, wurde ihm am 21. Februar 1978 schließlich der Ehrentitel „Held der Sowjetunion“ zuerkannt. Nach seinem Tod etwas mehr als ein Jahr nach der Verleihung wurde er auf dem Nowodewitschi-Friedhof beigesetzt.
Auch politisch war Radsijewski „eingesetzt“: In der 5. Legislaturperiode (1958–1962) war er Abgeordneter des Obersten Sowjet der UdSSR, zu anderen Zeiten war er auch Abgeordneter des Obersten Sowjet der Ukrainischen SSR und des Obersten Sowjet der UdSSR. Im ZK der KP der Ukrainischen SSR und der Usbekischen SSR saß er zeitweise, im Moskauer und Odessaer Stadtsowjet war er Vertreter der Arbeiterschaft.
Nach seinem Tod wurde ein Schiff des Ministeriums für Fischerei, welches von 1980 bis 2013 eingesetzt war, nach ihm benannt, zudem wurde in seiner Heimatstadt Uman eine Straße nach ihm benannt.

## Auszeichnungen
- Held der Sowjetunion (Verleihungsnummer 11294) (21.02.1978)[2][1]
- Zweifacher Träger des Leninordens (31.05.1945, 21.02.1978)
- Sechs Rotbannerorden (03.11.1941, 02.04.1943, 15.12.1943, 17.09.1944, 02.09.1950, 15.11.1950)
- Kutusow-Orden I. Klasse (23.08.1944)
- Zwei Suworow-Orden I. Klasse (06.04.1945, 29.05.1945)
- Suworow-Orden II. Klasse (10.01.1944)
- Orden des Roten Banners der Arbeit
- Orden des Roten Sterns (03.11.1944)
- Orden „Für den Dienst am Vaterland in den Streitkräften der UdSSR“ III. Klasse (30.04.1975)
- Medaille „60 Jahre Streitkräfte der UdSSR“
- Medaille „50 Jahre Streitkräfte der UdSSR“
- Medaille „40 Jahre Streitkräfte der UdSSR“
- Medaille „30 Jahre Sowjetarmee und Flotte“
- Medaille „Festigung der Waffenbrüderschaft“
- Medaille „Veteran der Streitkräfte der UdSSR“
- Medaille „Für die Befreiung Warschaus“
- Medaille „Für die Einnahme Berlins“
- Medaille „30. Jahrestag des Sieges im Großen Vaterländischen Krieg 1941–1945“
- Medaille „20. Jahrestag des Sieges im Großen Vaterländischen Krieg 1941–1945“
- Medaille „Sieg über Deutschland“
- Medaille „Für die Verteidigung Kiews“
- Medaille „Für die Verteidigung Moskaus“
- Medaille „Für den Schutz der Staatsgrenze der UdSSR“
- Jubiläumsmedaille „Zum Gedenken an den 100. Geburtstag von Wladimir Iljitsch Lenin“
- Abzeichen „25. Jahrestag des Sieges im Großen Vaterländischen Krieg 1941–1945“

### Ausländische Auszeichnungen
- Commander des The Most Excellent Order of the British Empire (CBE) (1944)
- Kommandeur des Orden Polonia Restituta (06.10.1973)
- Ritter des Ordens Virtuti Militari (III. Klasse)
- Orden des Grunwald-Kreuzes II. Klasse
- Tapferkeits-Kreuz (Krzyż Walecznych - VR Polen) (19.12.1968)
- Orden „Volksrepublik Bulgarien“ (14.09.1974)
- Rotbannerorden («Цэргийн гавьяаны улаан туг» одон - Mongolei) (06.07.1971)
- Medaille der Waffenbrüderschaft I. Klasse der Tschechoslowakei
- Gedenkmedaille zum 30. Jahrestag des Sieges am Chalchin Gol (Халхын голын ялалтын 30 жилийн ойн медаль - Mongolei) (1969)
- Gedenkmedaille zum 30. Jahrestag des „Sieges über das militaristische Japan“ (Милитарист Японыг ялсны 30 жилийн ойд - Mongolei) (1975)
- Gedenkmedaille zum 50. Jubiläum der Mongolischen Volksarmee (Монголын ардын армийн 50 жилийн ойн медаль - Mongolei) (1971)
- Gedenkmedaille zum 50. Jubiläum der Mongolischen Volksrepublik (Монгол ардын хувьсгалын 50 жилийн ойн медаль - Mongolei) (1971)
- Gedenkmedaille zum 20. Jubiläum der Fuerzas Armadas Revolucionarias (Medalla Conmemorativa XX Aniversario de las Fuerzas Armadas Revolucionarias - Kuba)
- Medaille Für Warschau 1939–1945
- Medaille für Oder, Neiße, Ostsee
- Medaille „Für die Teilnahme an den Kämpfen um Berlin“
- Medaille des Sieges und der Freiheit 1945
- Medaille „Zum Schutz des Friedens“ I. Klasse (Odznaka „Na Straży Pokoju“ - VR Polen)
- Medaille der Waffenbrüderschaft Bulgariens
- et mult.

## Veröffentlichungen (Auswahl)
- 1974: Taktik am Kampfbeispiel (Das Regiment)
- 1976: Taktik am Kampfbeispiel (Die Division)